# Ponana ortha
Ponana ortha är en insektsart som beskrevs av Delong, Wolda och Estribi 1983. Ponana ortha ingår i släktet Ponana och familjen dvärgstritar. Artens utbredningsområde är Panama. Inga underarter finns listade i Catalogue of Life.